# Aparecido Donizete Silva
Aparecido Donizete Silva (Orlândia, 4 de abril de 1964), mais conhecido como Cidão, é um ex-treinador brasileiro de futsal.
Destacou-se pela sua passagem pela Intelli, equipe que comandou entre 2012 e 2017. Pela Intelli, Cidão conquistou a Copa Libertadores de Futsal no ano de 2013 ao derrotar a equipe do Talento Dorado na final da competição; a Liga Nacional de Futsal nos anos de 2012 e 2013 e a Superliga de Futsal de 2013 e de 2015.
Cidão encerrou sua carreira de treinador após o fim da temporada de 2017, passando o comando técnico da Intelli para seu filho, Bruno Murari Silva. Ele se tornou dirigente da Federação São Paulo de Futebol de Salão (FSPFS).